# Rodolfo Requelme
Rodolfo Requelme (Montevideo, 9 marzo 1985) è un ex calciatore uruguaiano, di ruolo centrocampista.

## Caratteristiche tecniche
É un centrale di centrocampo.

## Carriera

### Club
Inizia la carriera nelle giovanili del Cerrito di Montevideo, che nel 2005 lo cede al Las Palmas, in Spagna; dopo una stagione nella terza divisione iberica lascia la squadra e va a giocare al Victoria de Tazacorte in Tercera División (la quarta serie spagnola). A fine stagione lascia la Spagna per andare a giocare in Italia alla Sporting Genzano, nel campionato lucano di Eccellenza, che vince ottenendo la promozione in Serie D. Dopo una stagione lascia la squadra e torna in Uruguay, al Rampla Juniors, con cui nella stagione 2009-2010 disputa 7 partite nella massima divisione uruguaiana. Tra il gennaio del 2010 ed il luglio del 2012 veste invece la maglia del Monagas, formazione della prima divisione venezuelana. Dal luglio del 2012 al gennaio del 2013 è invece ancora in patria, questa volta al Central Español.

### Nazionale
Nel 1999 ha partecipato con la Nazionale Under-17 al campionato sudamericano di categoria.

## Palmarès

### Club

#### Competizioni regionali
- Eccellenza: 1

Sporting Genzano: 2007-2008